# Giardini di Murillo

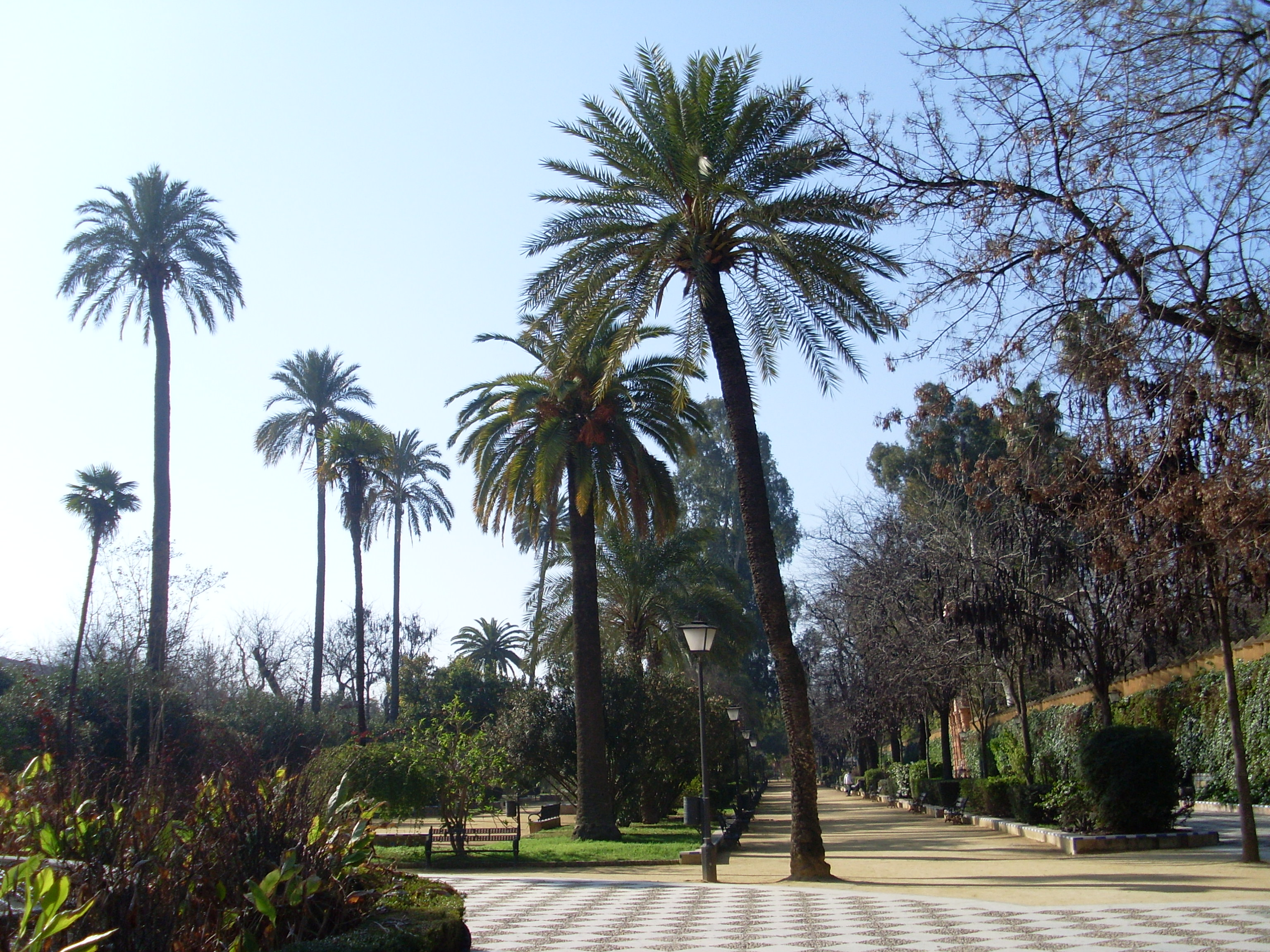
Viale alberato

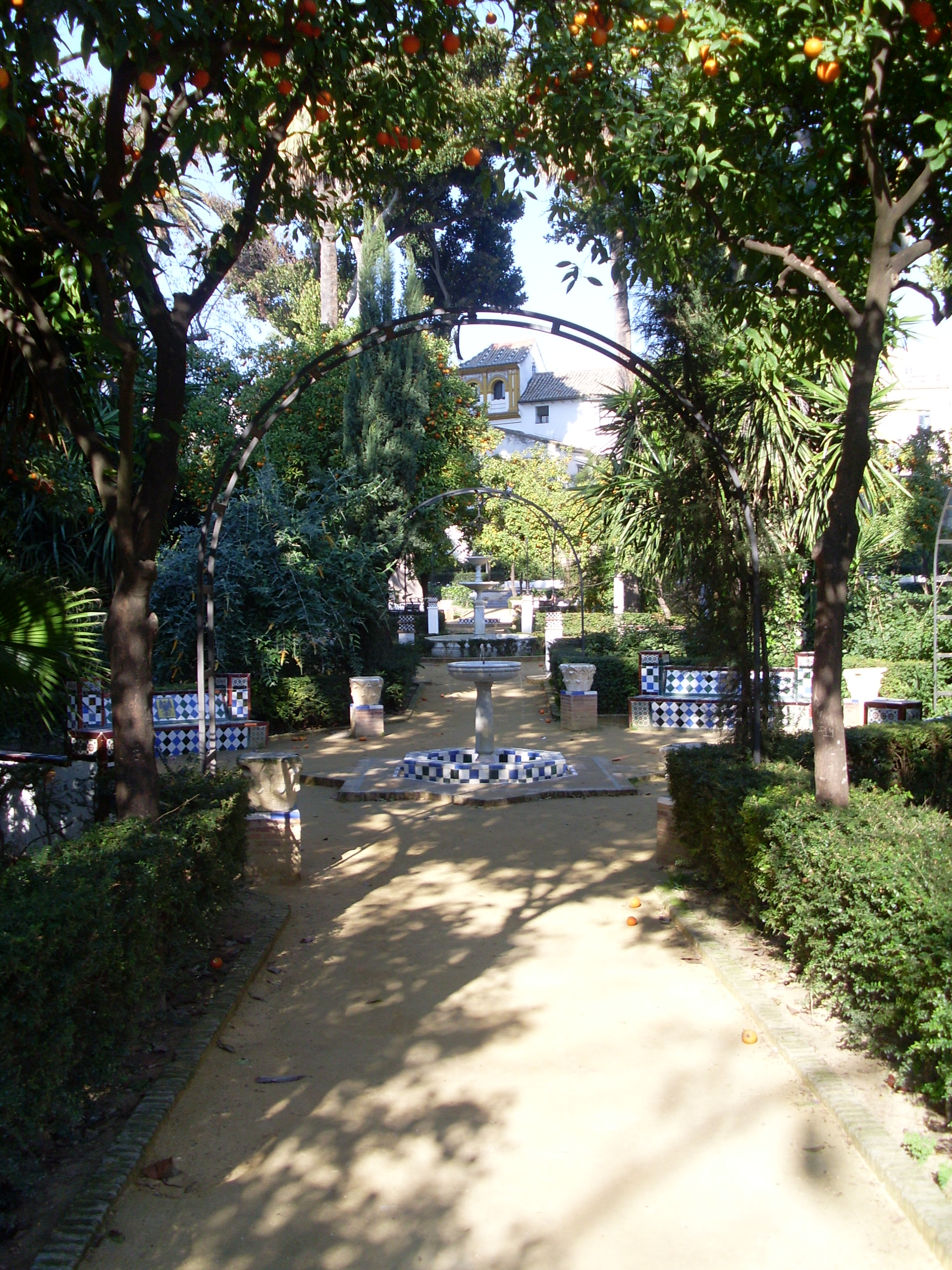
Glorieta

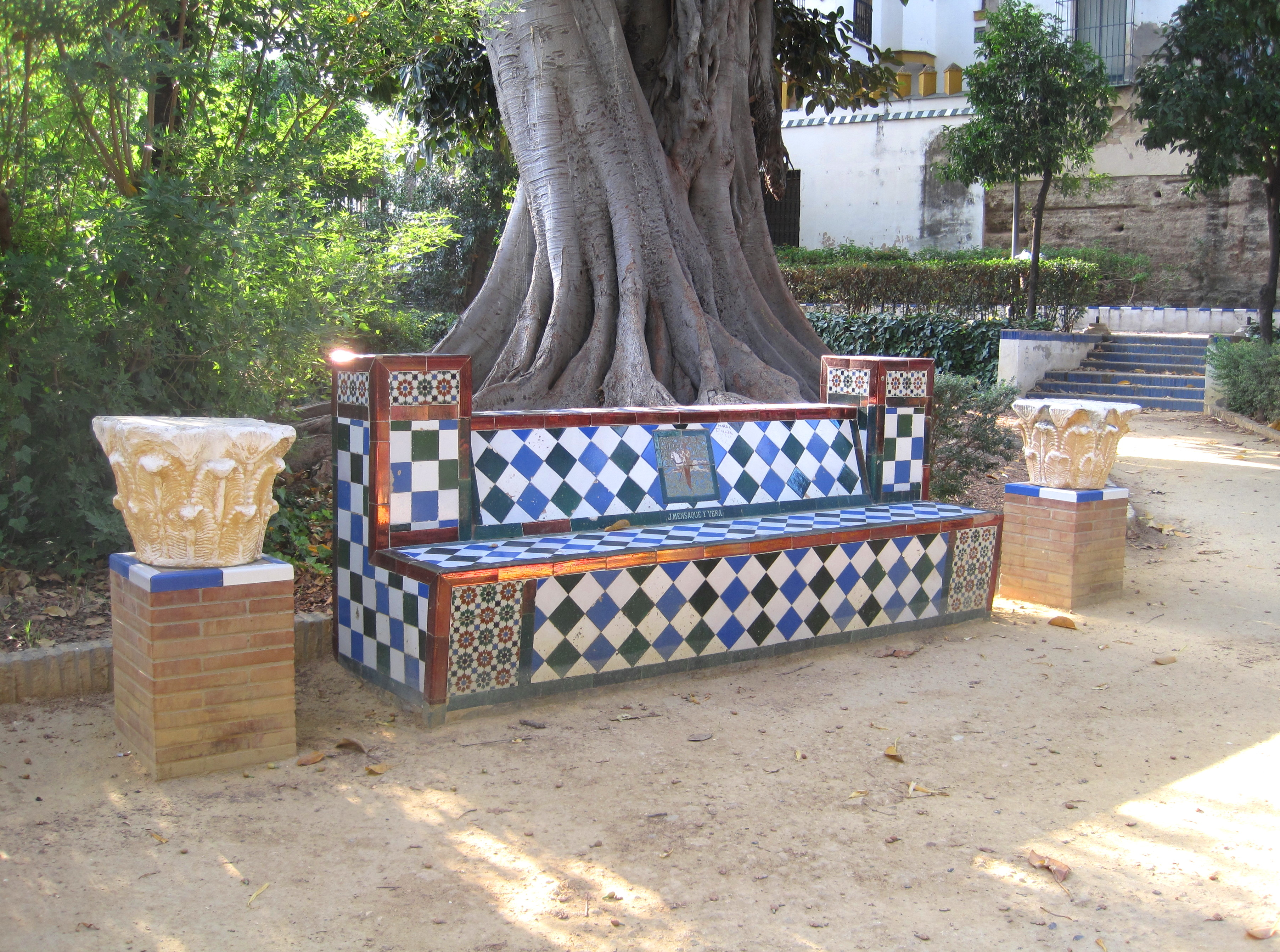
Panchina

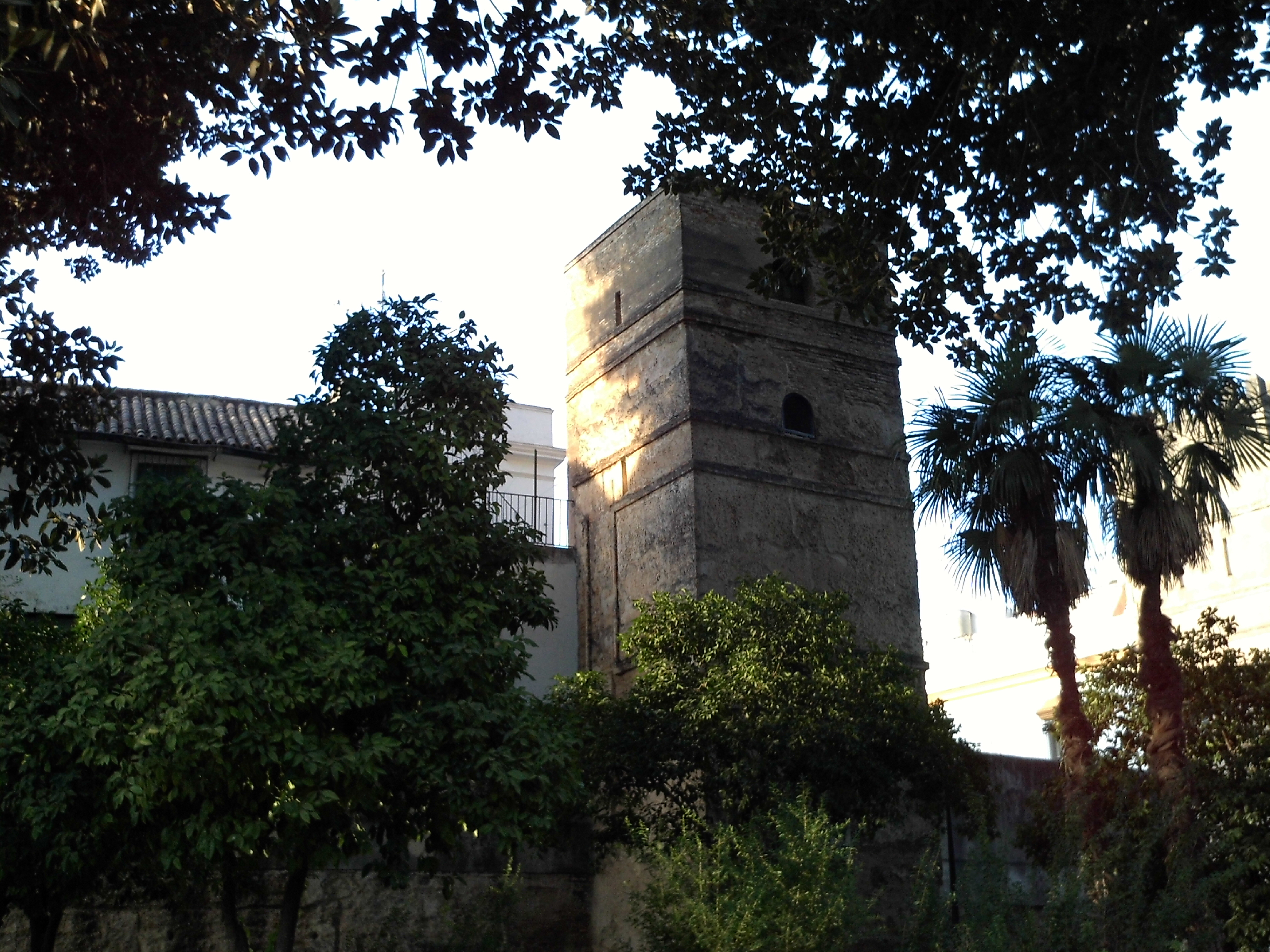
Torre muraria delle Mura di Siviglia, al confine settentrionale del parco

I Giardini di Murillo (in spagnolo Jardines de Murillo) sono un'area verde di Siviglia, in Spagna, situati presso le mura del quartiere Santa Cruz. Si trovano accanto al paseo de Catalina de Ribera, anch'esso alberato.

## Storia
Quest'area verde fu creata all'inizio del XX secolo; tra il 1911 ed 1923, anno dell'inaugurazione. Essa è stata catalogata come Bene di Interesse Culturale nel 2002.

## Caratteristiche

### Specie botaniche
Di seguito sono riportate le specie presenti nei giardini:
- Magnolia grandiflora
- Ficus macrophylla
- plátanos híbridos
- Cupresus sempervirens stricta
- Abelia triflora
- Bougainvillea spectabilis
- Buddleja madagascarensis
- Buxus sempervirens
- Celtis australis
- Cercis siliquastrum
- Cestrum nocturnum
- Chimonanthus praecox
- Citrus aurantium var. amara
- Cocculus laurifolius
- Cupressus sempervirens
- Dombeya cayeuxii
- Duranta erecta var. repens
- Euonymus japonicus
- Ficus macrophylla
- Jasminum officinale
- Justicia adhatoda
- Lagerstroemia indica
- Ligustrum japonicum
- Livistona chinensis
- Lonicera japonica
- Magnolia grandiflora
- Mahonia japonica
- Malvaviscus arboreus
- Montanoa bipinnatifida
- Nandina domestica
- Nerium oleander
- Parthenocissus quinquefolia
- Philadelphus coronarius
- Phoenix canariensis
- Phoenix dactylifera
- Pittosporum tobira
- Plumbago auriculata
- Punica granatum
- Prunus cerasifera var. pissardii
- Robinia pseudoacacia
- Ruscus hypoglossum
- Sophora japonica
- Spiraea cantoniensis
- Taxus baccata
- Thuja orientalis
- Trachycarpus fortunei
- Viburnum tinus
- Viburnum rhytidophyllum
- Vitex agnus-castus
- Washingtonia filifera
- Yucca elephantipes